# 70418 Kholopov
70418 Kholopov è un asteroide della fascia principale. Scoperto nel 1999, presenta un'orbita caratterizzata da un semiasse maggiore pari a 2,4376188 UA e da un'eccentricità di 0,1147655, inclinata di 3,84687° rispetto all'eclittica.